# ディプノリンクス
ディプノリンクス（Dipnorhynchus）は、古生代デボン紀前期から中期に生息していた絶滅した魚類で、現生のハイギョの仲間。
頭骨の構造が両生類の近縁と見なされているエウステノプテロン以上に両生類と似ており、ディプノリンクスこそ両生類の直接の先祖、またはその仲間という説もある。
体長約90 cm。